# Assur (Bijbelse naam)
Assur was volgens de volkenlijst in Genesis 10:22 een van de vijf zoons van Sem.
In de 1e eeuw schreef Flavius Josephus over een legendarisch, apocrief verhaal waarin wordt beweerd dat de zonen van Sem de stamvaders waren van verschillende volken, Assur van de Assyriërs. Hij schreef: "Assur woonde in de stad Nineve en noemde zijn onderdanen Assyriërs die later een van de meest bevoorrechte landen werden."
In de Hebreeuwse Bijbel wordt Assur vaak als synoniem gebruikt voor het land Assyrië.